# Matteo Dal-Cin
Matteo Dal-Cin (Ottawa, 14 januari 1991) is een Canadees wielrenner die anno 2023 rijdt voor Toronto Hustle.

## Overwinningen
2013
 Tijdrit op de Canadese Zomerspelen
2015
1e etappe Grote Prijs van Saguenay
Eindklassement Grote Prijs van Saguenay
2016
Eindklassement Redlands Bicycle Classic
2017
1e etappe Ronde van de Gila
2e etappe Ronde van Beauce
 Canadees kampioen op de weg, Elite
2022
2e etappe South Aegean Tour
Eindklassement South Aegean Tour

## Resultaten in voornaamste wedstrijden
|      | \| Jaar \| Parijs-Tours \| \| WK op de weg \| \| ---- \| ------------ \| \| ------------ \| \| 2020 \| opgave \| \| \| \| 2021 \| \| \| \| \| 2022 \| \| \| opgave \| |  |              |
| Jaar | Parijs-Tours |  | WK op de weg |
| 2020 | opgave |  |              |
| 2021 | |  |              |
| 2022 | |  | opgave       |

## Ploegen
2014 –  Silber Pro Cycling Team (vanaf 1 juni)
2015 –  Silber Pro Cycling
2016 –  Silber Pro Cycling
2017 –  Rally Cycling
2018 –  Rally Cycling
2019 –  Rally UHC Cycling
2020 –  Rally Cycling
2021 –  Rally Cycling
2022 –  Toronto Hustle
2023 –  Toronto Hustle
Anderson · Anthony · Britton · Carpenter · Dal-Cin · de Vos · Ellsay · Huff · Huffman · Joyce · Magner · McNulty · Murphy · Oronte · Pate · Young